# Hamilkar (imię)
Hamilkar lub Amilkar – imię męskie, wywodzi się od fenickiego imienia Abd-Melkart, oznaczającego „sługa Melkarta” (boga Tyru). Imię pospolite w punickiej kulturze, panujące rodziny starożytnej Kartaginy często nadawały członkom swego rodu to właśnie imię.

## Warianty
| Warianty w innych językach | Warianty w innych językach |
| -------------------------- | -------------------------- |
| polski                     | Hamilkar, Amilkar          |
| niemiecki                  | Hamilkar                   |
| armeński                   | Համիլկար (Hamilkar)        |
| bretoński                  | Hamilkar                   |
| kataloński                 | Amílcar                    |
| czeski                     | Hamilkar                   |
| duński                     | Hamilkar                   |
| słowacki                   | Hamilkar                   |
| esperanto                  | Hamilkar                   |
| baskijski                  | Amilkar                    |
| fiński                     | Hamilkar                   |
| francuski                  | Hamilcar                   |
| walijski                   | Hamilcar                   |
| galicyjski                 | Hamílcar                   |
| gruziński                  | ჰამილკარ (Hamilkar)        |
| grecki                     | Αμίλκας (Amílkas)          |
| hebrajski                  | חמילקרת (Hamylkart)        |
| holenderski                | Hamilcar                   |
| węgierski                  | Hamilkár                   |
| angielski                  | Hamilcar                   |
| włoski                     | Amilcare                   |
| łacina                     | Hamilcar                   |
| litewski                   | Hamilkaras                 |
| norweski                   | Hamilcar                   |
| hiszpański                 | Amílcar                    |
| portugalski                | Amílcar                    |
| rumuński                   | Hamilcar                   |
| rosyjski                   | Гамилькар (Gamil'kar)      |
| serbski                    | Хамилкар (Hamilkar)        |
| szwedzki                   | Hamilkar                   |
| turecki                    | Hamilcar                   |

## Znani ludzie
- Hamilkar I (ok. 510 p.n.e. – ok. 480 p.n.e.) – król Kartaginy
- Hamilkar II (330–309 p.n.e.) – król Kartaginy
- Hamilkar Barkas (około 280–229 p.n.e.) – wódz kartagiński
- Hamilkar (żył w 256 p.n.e.) – dowódca floty kartagińskiej w bitwie koło przylądka Eknomos
- Antoni Amilkar Kosiński (1769-1823) – polski generał
- Adam Amilkar Kosiński (1814-1893) – polski powieściopisarz, heraldyk
- Amilcare Ponchielli (1834-1886) – włoski kompozytor
- Amilcare Malagola (1840-1895) – włoski duchowny katolicki, kardynał, Arcybiskup Fermo
- Amílcar Cabral – (1924-1973) inżynier agronom, marksista, działacz polityczny z Gwinei Portugalskiej